# 올스턴목화쥐
올스턴목화쥐(Sigmodon alstoni)는 비단털쥐과에 속하는 남아메리카 설치류이다. 브라질과 콜롬비아, 가이아나, 수리남, 베네수엘라에서 발견된다. 저지대 사바나 지역에서 서식한다.